# Procolophon
Procolophon es un género extinto de pararreptil (Anapsida) con al menos 8 especies que sobrevivieron a la extinción del Pérmico, desapareciendo sólo en la etapa inicial en la evolución de los dinosaurios.
El cráneo era sólido. Los ojos eran grandes y pueden haber tenido una visión aguda, tanto de día como de noche. Sus dientes estaban adaptados para triturar materia vegetal. La parte frontal del cráneo era corta, con la apertura nasal muy cerca de la boca.
Las vértebras son redondeadas y robusto con pequeñas costillas débiles. Las piernas eran cortas, con una constitución fuerte y falanges cortas, lo cual sugiere un animal que no se movía rápidamente.

## Especies
- P. brasiliensis hace referencia al material constituido por un cráneo parcial y la mandíbula. Se distingue de otros representantes del género por la dentición y el hueso vomeronasal. Diferencia con la región palatina, especialmente dentición.

- P. pricei es un pequeño pararreptil, parecido a los lagartos de hoy. Esta especie se encuentra en Sudáfrica, la Antártida y Brasil (en el geoparque de Paleorrota). Se encuentra en Brasil en el Formación Sanga do Cabral, en el municipio de Dilermando de Aguiar. Vivió en el Triásico (unos 250-240 millones de años).

- P. trigoniceps es una especie con un cuerpo robusto muy corto, de aproximadamente 30 centímetros, y miembros cortos. Poseía unos cuernos óseos a los lados de su cráneo, que le daban a la cabeza un aspecto triangular. Los dientes son más similares a los dientes de los mamíferos que a dientes reptilianos. No debió de ser un animal muy ágil, con su cabeza grande y cuerpo robusto. Probablemente era un herbívoro. Era una bestia extraña con las garras bien desarrolladas, lo que sugiere que excavaba madrigueras. Sus restos se encontraron en Sudáfrica, la Antártida y Brasil (Geoparque Paleorrota).